# توماس كافلييه سميث
توماس كافلييه سميث (بالإنجليزية: Thomas Cavalier-Smith)‏ هو بروفيسور علم الأحياء التطوري بقسم علم الحيوان، في جامعة أوكسفورد.
وقد أدى بحثه لاكتشاف عدد من الكائنات الحية وحيدة الخلية (الطلائعيات) وتعريف المراتب التصنيفية، مثل إدخال مملكة كروميستا، ومجموعات أخرى تضم الأسناخ الصبغية، خلفيات السوط، واللجفاوات. وهو معروف بسلسلته نظام التصنيف لكل الكائنات الحية.

## السيرة الذاتية
كافليير سميث ولد في الواحد والعشرين من أكتوبر عام  1941، في لندن. تلقى تعليمه في «مدرسة نورويتش» وفي كلية كينجز لندن. 

### نموذج الممالك الست
في عام 1998، كافليير سميث خفض العدد الإجمالي للممالك من ثمانية إلى ستة: الحيوانات، الأوليات، الفطريات، النباتات (بما فيها الطحالب الحمراء والطحالب الخضراء)، الكروميستا والبكتيريا